# Brightstar Corporation
Brightstar Corporation es una corporación privada con sede en Estados Unidos. Fundada en 1997 por el boliviano Marcelo Claure, distribuye teléfonos inteligentes y otros dispositivos, atendiendo a más de 200 transportistas, 40 000 minoristas y 15 000 empresas, cuenta con clientes empresariales en más de 100 países. Proporciona una distribución especializada inalámbrica global y servicios, sirviendo a fabricantes de dispositivos móviles, operadores móviles y minoristas. Brightstar ofrece dispositivos de valor añadido y distribución de accesorios, cadenas de suministro, protección y seguro de teléfonos, servicios de recompra y permuta al comercio minorista de los productos digitales móviles dentro de la industria de telecomunicaciones inalámbricas.

## Historia de adquisición
En julio de 2014 Brightstar Corporation y Bharti Enterprises anunciaron que firmaron un acuerdo definitivo para llevar las últimas tecnologías y servicios móviles para el mercado indio. Como parte del acuerdo, una subsidiaria Brightstar adquirió una participación mayoritaria en Beetel Teletech Limited, una empresa líder en la distribución y venta de dispositivos de comunicación y los medios de comunicación, empresas y productos de TI en la India.
En febrero de 2014 Brightstar Corporation completó la adquisición de 20:20 Mobile, un proveedor líder de distribución y cadena de suministro integrada para la industria móvil europea. Brightstar adquirió las instalaciones en el Reino Unido, España, Hungría, Portugal, Dinamarca, Finlandia, Noruega y Suecia, y proporcionar productos y servicios a través de 13 países europeos.
En octubre de 2013 SoftBank de Japón pagó $1260 millones por una participación del 57 % en Brightstar. Durante los próximos 5 años, o en ciertos eventos, la propiedad de SoftBank acrecentará el 70 %.

## Ubicaciones

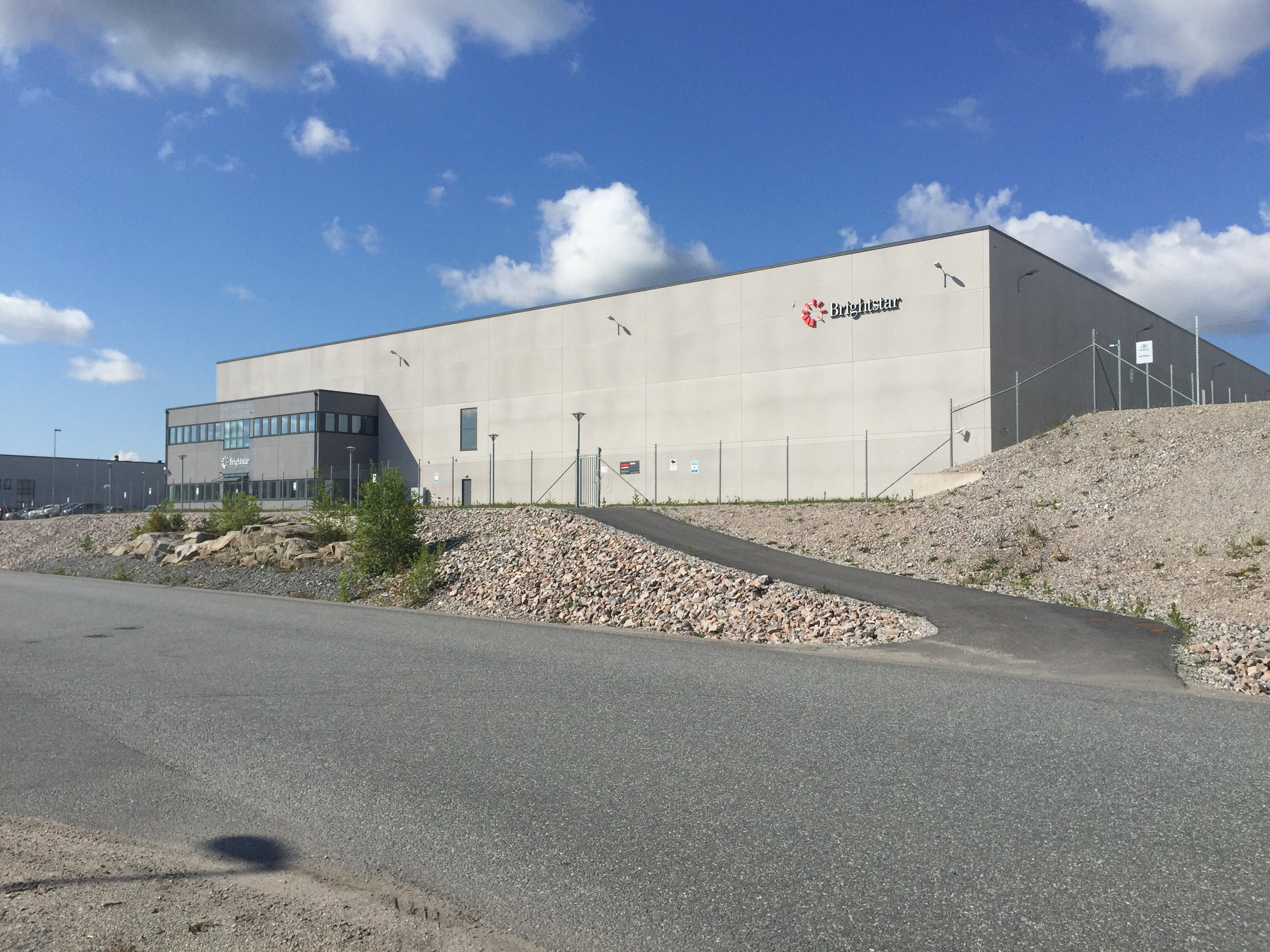
Brightstar Almacén en Suecia

La sede de la compañía está situada en los suburbios no incorporada del Condado de Miami-Dade, Florida, en Miami, Florida.
Brightstar cuenta con centros de operaciones y / u oficinas comerciales en cuatro regiones geográficas:
- Canadá & EE. UU.
- Latinoamérica
- Asia Pacific
- Europa, el Oriente Medio y África (EMEA)

## Filiales
- Beetel Teletech
- eSecuritel (Sabido como Brightstar Protección de Dispositivo exterior de América del Norte)

## Equipo de liderazgo
- Ronald Fisher,Presidente
- Jaymin B. Patel,Presidente & CEO
- Reza Taleghani, EVP & CFO
- Catherine Smith, Jefe Agente & Legal Administrativo
- Alok Sama, CFO, Softbank Grupo
- Kazuhiko Fujihara, Director, EVP & CFO, SoftBank Corp.